# Fromage de Saint Jean d'Acre
Fromage de Saint-Jean-d'Acre aussi appelé akawi ou akkawi (arabe : جبنة عكاوي) est une appellation d'origine non protégée et devenue générique qui désigne un fromage levantin blanc. Il est couramment réalisé à partir de lait de vache, mais peut aussi être fait avec du lait de chèvre ou de brebis. Il est maintenant produit à grande échelle au Levant, notamment en Syrie, au Liban, en Jordanie, en Palestine depuis quelques années et en plus petite quantité, en France. Fromage de couleur blanche, il a une texture lisse et un goût salé doux. Communément utilisé comme fromage de table, il peut être grillé ou consommé froid.
Il fait partie des multiples plats qui composent les mezzé syriens/libanais et peut aussi être utilisé dans le katayef. C’est aussi utilisé comme dessert dans le Knefé nabulsiya (originaire de la ville palestinienne Nablus).

## Origine historique
Le fromage serait originaire, comme son nom l'indique, de la ville du même nom, Saint-Jean-d'Acre située dans le nord d’Israël. 